# 野村将揮
野村 将揮（のむら まさき、1989年 - ）は、日本の哲学研究者、経営者、元経産官僚。ハーバード大学ケネディ行政大学院修了、京都大学大学院修了、東京大学卒業。京都哲学研究所 Executive Advisor/Chief Strategist、Yamauchi No.10 Family Office Executive Advisor、京都市総合計画審議会特別委員（長期ビジョン起草担当）、京都大学成長戦略本部連携研究員、ハーバード大学デザイン大学院在籍中。

## 来歴
家系に大卒のいない富山県の母子家庭から東京大学文科一類に入学 。在学中に国家公務員総合職試験（経済区分）に4週間の独習で合格したのち、文学部を卒業し、経産官僚となる。経済産業省でヘルスケア産業政策などに従事したのち、医療AIベンチャーのアイリスに執行役員として入社し、2023年時点ではChief Creative Officerを務めている。同社はスタートアップワールドカップの2023年世界大会で世界各地から応募のあった3万社以上の中から優勝し、2023年のグッドデザイン賞で大賞に次ぐ金賞（経済産業大臣賞）を受賞。
その間、京都大学大学院で哲学修士号（Master of Philosophy）とハーバード大学ケネディ行政大学院で行政学修士号（Master of Public Administration）を取得、後者では在学中にマネジメント・リーダーシップ・意思決定科学を高い水準で修了した者が対象となるCertificate in Management, Leadership and Decision Sciences（MLD Certificate）も授与された。また、ハーバード大学経営大学院のケーススタディを共著し、株式会社ポケモンがグローバルブランドを確立したマーケティング戦略とその背景にある経営理念を扱った。
一般社団法人京都哲学研究所でExecutive AdvisorとChief Strategistを務めるとともに、任天堂創業家の資産運用組織であるYamauchi No.10 Family OfficeでExecutive Advisorを務めている。また、障害児福祉事業を営む株式会社Gotoschoolの社外取締役も務めている（同社にはYamauchi No.10 Family Officeも出資している）。
2024年1月に開催された京都哲学研究所の創設記念シンポジウムにおいて、建築家の永山祐子らが登壇する3つのパネルディスカッションのモデレーターを務めた。
2024年10月から、京都市が25年に一度改定する「長期ビジョン」（旧・京都市基本構想）の執筆者として、京都市総合審議会の特別委員を務めている。

## 年譜
- 2009年4月 東京大学文科一類 入学
- 2013年6月 国家公務員総合職試験（経済区分）合格
- 2014年3月 東京大学文学部 卒業
- 2014年4月 経済産業省 入省、総括係員
- 2015年7月 総括係長、大臣官房主査
- 2017年7月 参事官補佐、室長補佐
- 2018年10月 経済産業省 退官
- 2018年11月 アイリス株式会社 執行役員
- 2019年7月 - アイリス株式会社Chief Creative Officer
- 2021年12月 -  Yamauchi No.10 Family Office Executive Advisor
- 2022年3月 京都大学大学院 修了（Master of Philosophy 取得）
- 2023年7月 - 京都哲学研究所 Executive Advisor 兼 Chief Strategist
- 2024年3月 京都大学大学院博士課程（哲学専修）中途退学
- 2024年5月 ハーバード大学ケネディ行政大学院 修了（Master of Public Administration 取得、Certificate in Management, Leadership and Decision Sciences 授与）

## 人物
半生がハーバード大学の公式サイトで紹介されている。主な内容は下記。
- 大卒のいない富山の母子家庭から家系で初めて大学に入学した、いわゆるファースト・ジェネレーション大学生で、1日16時間にもおよぶ腰の骨が疲労骨折するまでの受験勉強を経て、東大への入学を果たした。
- しかし東大では同級生が自分より遥かに金銭的・社会的に極めて恵まれていることに絶望し、自分の生い立ちを乗り越えるために世界トップのハーバード大学に進学すること夢見るようになり、15年越しにこの夢を叶えた。
- 社会人になってからも1日20時間におよび仕事と研究に取り組み、突発性難聴を発症した。
- 東アジアや日本の哲学を国際ルール形成などに応用していくことをビジョンとして掲げている。
- ハーバード大学と任天堂創業家の山内家および京都哲学研究所の連携を推進しており、前者についてはYamauchi Japan Initiative[21]を立ち上げた。

2023年10月時点で歴27年で四段を保有している剣道家で、過去に国体選抜指定選手に選出されたこともある。